# Casearia rusbyana
Casearia rusbyana Briq. – gatunek rośliny z rodziny wierzbowatych (Salicaceae Mirb.). Występuje naturalnie w Wenezueli, Gujanie, Surinamie, Gujanie Francuskiej oraz Brazylii (w stanach Amazonas, Amapá, Pará i Rondônia). 

## Morfologia
PokrójZrzucające liście drzewo dorastające do 30 m wysokości.
LiścieBlaszka liściowa jest nieco skórzasta i ma podługowaty kształt. Mierzy 15 cm długości oraz 5 cm szerokości, jest karbowana na brzegu, ma klinową nasadę i ostry wierzchołek. Ogonek liściowy jest nagi i dorasta do 3–5 mm długości.
OwoceMają kulistawy kształt i osiągają 7 mm średnicy.

## Biologia i ekologia
Rośnie w lasach, na wysokości do 700 m n.p.m.